# Roderick Krauss
Roderick Krauss (* 20. Februar 1970) ist ein niederländischer Bratscher und Violinist (auch im Bereich des Jazz).
Krauss begann im Alter von neun Jahren Geige und Bratsche zu spielen. Er studierte an verschiedenen Konservatorien bei Ron Ephrat, Vladimir Mendelssohn und Prunella Pacey und besuchte Meisterklassen bei Nobuko Imaï, Milan Scampa und beim Altenbergtrio. Er schloss seine Ausbildung als ausführender Musiker 1996 an der Musikhochschule Utrecht cum laude ab.
Während des Studiums spielte Krauss im Rundfunkorchester von Hilversum. Von 1995 bis 2000 war er Erster Bratscher im Streichorchester von Emmy Verhey. 1997 unternahm er eine Tournee durch die Niederlande mit Carel Kraayenhofs Sextetto Canyenque und dem Programm L'Arte des Tango und begleitete den Cellisten Yo-Yo Ma.
In den folgenden Jahren beteiligte er sich an mehreren Tanztheaterproduktionen, so Het Goud van Xian mit dem Internationaal Danstheater (1998) und Wie is er bang voor… (2003). Zwischen 2002 und 2004 war er mit der Jazzformation Big Bizar Habit (mit Jasper Blom, Michael Vatcher und anderen) auf Tournee, und er trat in dieser Zeit beim North Sea Jazz Festival und dem Internationalen Festival von Strasburg teil.
In jüngster Zeit arbeitet Krauss an einem Projekt mit der Sängerin Wende Snijders und dem Regisseur Ruut Weissman. Weiterhin trat er u. a. mit Mathilde Santing und Willy Caron auf. Er ist Mitglied des Haags Kammerensemble und der Gruppe Wereldband unter Leitung von Karel de Rooij, mit deren Programm Lekker Warm er durch die Niederlande tourt.

## Diskografie
- De Wereldband: De Wereldband
- De Wereldband: Lekker warm, 2005-06

| Personendaten    | Personendaten                         |
| ---------------- | ------------------------------------- |
| NAME             | Krauss, Roderick                      |
| KURZBESCHREIBUNG | niederländischer Bratscher und Geiger |
| GEBURTSDATUM     | 20. Februar 1970                      |